# Smaug warreni
Espèce
Synonymes
- Zonurus warreni Boulenger, 1908
- Cordylus warreni (Boulenger, 1908)

Statut CITES
Smaug warreni est une espèce de sauriens de la famille des Cordylidae.

## Répartition
Cette espèce se rencontre en Afrique du Sud, au Swaziland, au Botswana et au Mozambique.

## Taxinomie
Les sous-espèces * Smaug warreni barbertonensis et Smaug warreni depressus ont été élevées au rang d'espèce.

## Étymologie
Cette espèce est nommée en l'honneur d'Ernest Warren (1871-1945).

## Publication originale
- Boulenger, 1908 : On a collection of fresh-water fishes, batrachians, and reptiles from Natal and Zululand, with description of new species. Annals of the Natal Museum, vol. 1, no 3, p. 219-235.